# Steinen (Adelsgeschlecht)

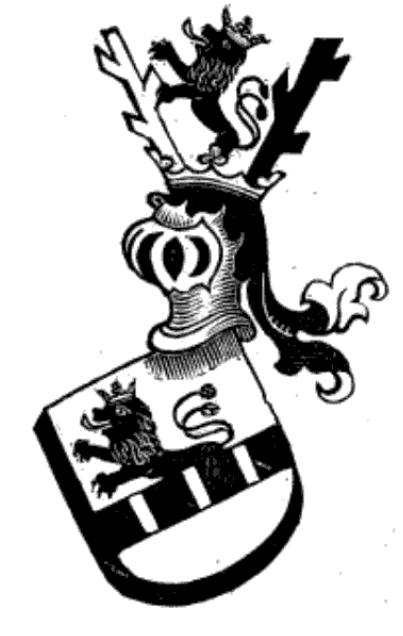
Wappen derer von Steinen

Steinen (auch Steinen von Scherven) war ein altes Bergisches und Niederrheinisch-Westfälisches Adelsgeschlecht.

## Geschichte
Erwähnung findet Gothard von Steinen 1436 als Türwärter von Herzog Adolf von Berg. Herzog Wilhelm von Jülich-Berg verlieh 1479 seinem Türwärter Johann von Steinen in Anerkennung der Dienste, die dieser ihm und seinen Eltern geleistet hatte, den Mühlenbann (gezwanck undt gemaell) in den Honschaften Scherf (Scherffen) und Breidbach (Breidtbach) im Kirchspiel Odenthal für die von ihm neuerrichtete Mühle an der „Hollandtwiesen up der Scherffen“. In einer Urkunde von 1460 über die Fischereirechte im Scherfbach wird besagter Johann van Steynen erwähnt. Er kaufte schließlich 1480 den Zehnten in der Honschaft Scherf von Johann Quade. Erwähnt wird, dass Steinen 1494 in Besitz des Hofes Unterkirsbach war.
Das Geschlecht hatte lange Zeit seinen Sitz auf dem Hofverband Scherf in Odenthal, was auch den weiteren Namen Steinen von Scherven begründet. So erhielt der fürstliche Küchenmeister und Amtmann von Miselohe, Wilhelm von Steinen († 1541), den Titel Herr zu Scherffen. 1541 wurde dessen Sohn Wilhelm von Herzog Wilhelm dem Reichen mit dem Scherfer Zehnten neu beliehen. Auch die Niedergerichtsbarkeit hatten die Steinen dort inne. Besagter Sohn heiratete 1547 Eva von Metternich, Tochter der Eheleute Heinrich von Metternich und der Maria von Adenau.
Die Steinen stellten viele Amtmänner und bekleideten weitere Ämter im Herzogtum Berg. Ihren Sitz hatten sie im daher so genannten Amtmannscherf.
Der 1766 verstorbene Landkommandeur Leopold Freiherr von Steinen war der letzte im Mannesstamm in Scherf. Nach ihm fiel das Lehen Scherf an den Landesherrn anheim.

## Wappen
In silbernem Feld ein schwarzer Balken mit drei roten senkrechten Streifen, aus dem ein schwarzer gekrönter Löwe wächst. Auf dem Helm der Löwe zwischen einem silbernen und einem schwarzen Ast. Die Helmdecken sind schwarz und silbern.

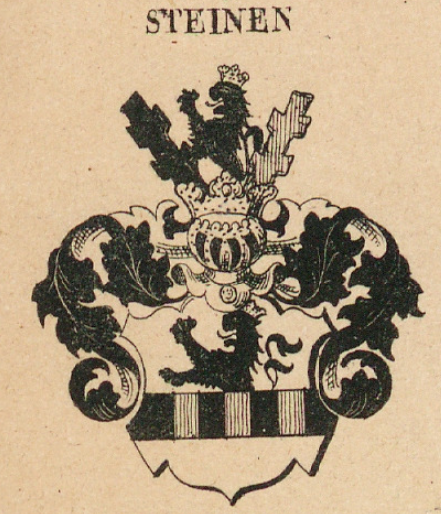
Wappen der Steinen in Siebmachers Wappenbuch 1854

## Güter
Die Bauerschaft Steinen bei Hemmerde war Stammsitz. Ein weiterer Besitz war der Bartelshof in Kessenich und ab dem 16. Jahrhundert Burg Lerbach. Weitere Besitzungen waren die Kieppemühle, Gronauer Mühle und die Lochermühle, die zu Lerbach gehörenden Höfe Wesselsteinbach und Oberlerbach sowie der Zehnte vom Hebborner Hof, des Weiteren Gut Mielenforst, die Hollandsmühle und Klasmühle in Odenthal.